# Granatnik-miotacz ognia M202

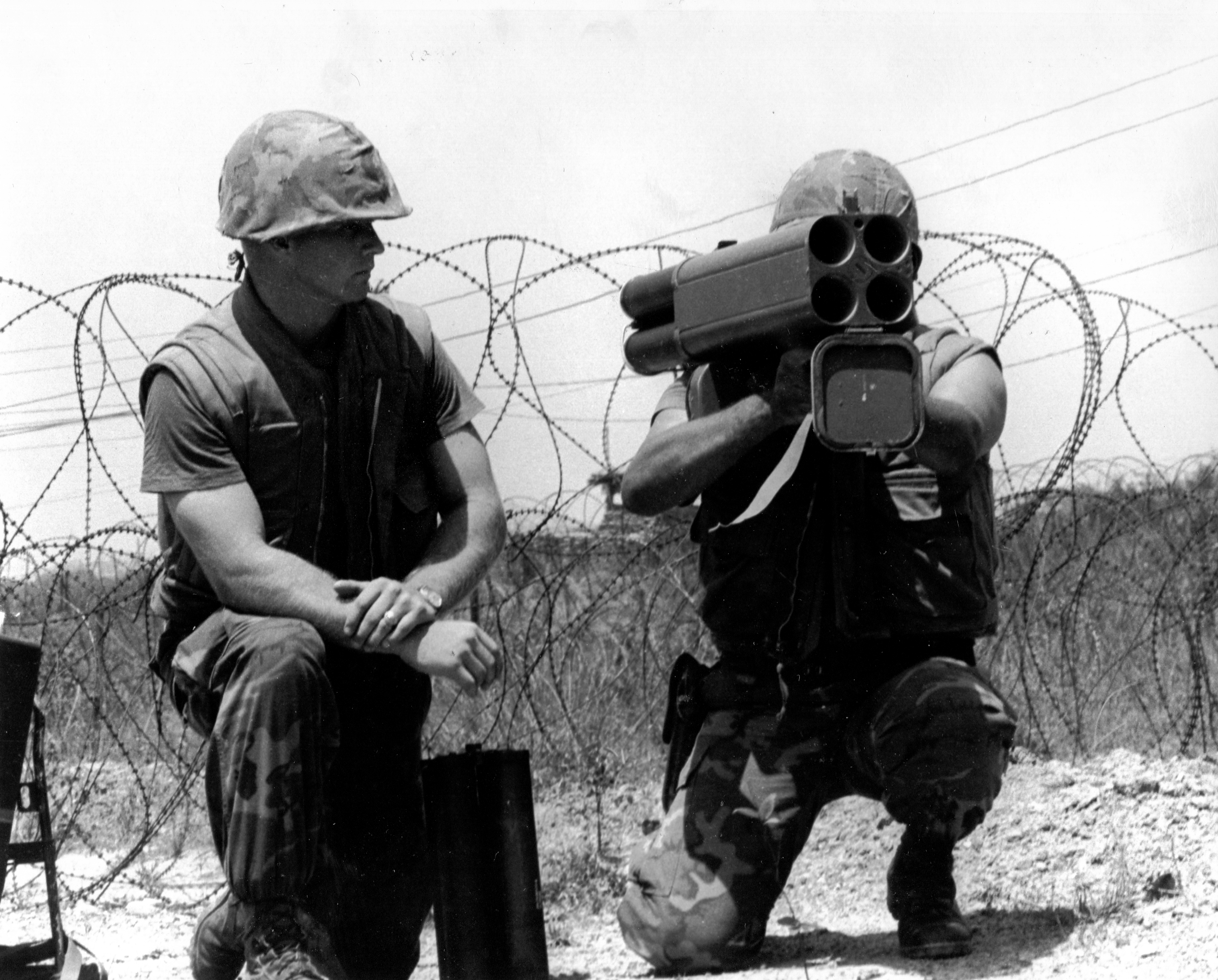
Amerykańscy marines z granatnikiem-miotaczem ognia M202

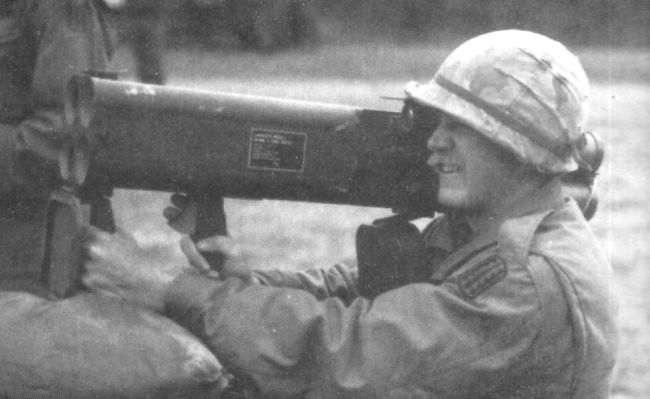
Amerykański żołnierz z granatnikiem-miotaczem ognia M202A1

M202 FLASH (ang. Flame Assault Shoulder Weapon) – amerykański czterolufowy rakietowy granatnik-miotacz ognia.

## Historia
M202 FLASH wyewoluował z granatnika XM191, który był intensywnie testowany w warunkach bojowych przez United States Army podczas wojny w Wietnamie pod koniec lat 60. XX wieku. M202 był bardzo podobny do XM191, ale w przeciwieństwie do swojego pierwowzoru jego pociski były wypełnione trietylogliną, a nie napalmem. Dodatkowo XM191 został opracowany jako broń wielozadaniowa, zdolna do strzelania nie tylko pociskami zapalającymi, ale także pociskami kumulacyjnymi kalibru 66 milimetrów, kompatybilnymi z lekkim granatnikiem przeciwpancernym M72 LAW. Jednak M202 FLASH produkowano tylko z jednym rodzajem amunicji – pociskami zapalającymi M74.
Teoretycznie M202 FLASH był imponującą bronią o znacznych zdolnościach bojowych – miał duży zasięg (w porównaniu do wcześniejszych miotaczy ognia), pozwalał na stosunkowo szybki ostrzał i dużą manewrowość, fizycznie i psychologicznie wpływał na niechronioną piechotę i pojazdy wojskowe. Okazało się jednak, że amunicja M202 FLASH miała pewne wady (prawdopodobnie z powodu złej kontroli jakości lub wad konstrukcyjnych), co skutkowało samozapłonem głowic podczas ładowania broni. Skutkiem tego M202 FLASH stał się niepopularny wśród żołnierzy, a większość granatników-miotaczy ognia M202 FLASH trafiła do magazynów pod koniec lat 80., chociaż niektóre egzemplarze broni zaobserwowano podczas szkolenia wojsk amerykańskich i sojuszniczych na początku lat 90. XX wieku.

## Opis
M202 FLASH to broń czterolufowa wielokrotnego użytku, która jest ładowana magazynkiem z fabrycznie załadowanymi pociskami zapalającymi M74, wstępnie wkładanymi do osobnych aluminiowych tub, które są zmontowane razem, tworząc pojedynczy czterostrzałowy magazynek. Zacisk przymocowany jest z tyłu granatnika, a każda załadowana tuba stanowi przedłużenie lufy. Po załadowaniu magazynka i przymocowaniu go do broni, granatnikiem-miotaczem ognia można wystrzelić do czterech razy, z praktyczną szybkostrzelnością nawet jednego pocisku na sekundę. Gdy wszystkie pociski zostaną wystrzelone, pusty magazynek jest odłączany i odrzucany. Podczas przechowywania i transportu M202 FLASH jest zamykany z przodu i z tyłu dwiema osłonami na zawiasach, które należy odblokować i otworzyć przed załadowaniem i oddaniem strzału. Przednia osłona posiada dwufunkcyjną rękojeść, która służy do przenoszenia granatnika-miotacza ognia w pozycji pionowej oraz jako przedni chwyt w pozycji strzeleckiej. Sterowanie strzelaniem obejmuje składany chwyt pistoletowy pod lufą i składany celownik kolimatorowy po lewej stronie broni. Pociski kalibru 66 milimetrów wykorzystują silniki na paliwo stałe, stateczniki składane typu łopatkowego oraz głowice wypełnione trietyloglinem o masie około 0,6 kilograma. Ponieważ M202 FLASH jest granatnikiem-miotaczem ognia, po wystrzeleniu tworzy niebezpieczną strefę gazów wylotowych o długości około 15 metrów.

## Kultura masowa
M202 FLASH pojawia się w filmie Komando (1985) z Arnoldem Schwarzeneggerem w roli głównej. M202 FLASH został między innymi użyty do uszkodzenia policyjnej furgonetki i uwolnienia pułkownika Johna Matrixa granego przez Schwarzeneggera. W rzeczywistości pocisk M74 spaliłby furgonetkę z Matrixem w środku, gdyż powodował ogień równie gorący jak 1800–2200 °C przez kilka minut.